# Чебрець Маршалла
Чебрець Маршалла, чабрик великий, чебрець Маршаллів (Thymus marschallianus) — трав'яниста та напівчагарничкова рослина, вид роду чебрець родини глухокропивові. Згідно з Plants of the World Online таксон є синонімом до Thymus pannonicus All.

## Ботанічний опис
Рослинам цього виду характерні довгасті або довгасто-еліптичні сидячі листками, при основі трохи війчасті. Суцвіття циліндричне, у нижній частині переривчасте з волохатою квітконосною віссю. Стебла порівняно високі, нечисленні, не утворюють густих дернинок. Віночок блідо-рожевий. Росте в тих же умовах, що і чебрець звичайний.